# Margens (filme)
Margens é um filme documental português de 1995 do realizador Pedro Sena Nunes e produzido pela Escola Superior de Teatro e Cinema, com banda sonora de Emídio Buchinho. Foi premiado em diversas categorias desde o ano de seu lançamento.

## Premiações[carecede fontes?]
- 1995 - Prémio de melhor obra documental e Prémio de melhor documentário Português, na 6ª edição do Encontros Internacionais de Cinema Documental da Malaposta, Portugal
- 1996 - Prémio de Melhor Documentário Internacional, no 25º Festival Internacional de Documentários de Potsdam, Alemanha
- 1996 - Prémio de Melhor Filme Documental, Júri Internacional, na 24ª edição do Festival Internacional de Curtas Metragens do Algarve, Portugal
- 1996 - Prémio de Melhor Jovem REalizador e Prémio de Melhor Filme Nacional, na 4ª edição do Festival Internacional de Curta-metragens de Vila do Conde, Portugal
- 1996 - Prémio de Melhor Filme Português, VIII Bienal de Jovens Criadores da Europa e do Mediterrâneo
- 1999 - Menção Especial do Júri, na 1ª Semana Internacional de Documentário de Santiago, Chile
- 2000 - 1º Prémio Nacional Novos Criadores